# Corydalus territans
Corydalus territans là một loài côn trùng trong họ Corydalidae thuộc bộ Megaloptera. Loài này được Needham miêu tả năm 1909.